# Quilmes (stad)
Quilmes is een stad in de provincie Buenos Aires, centraal in Argentinië met een geschat inwoneraantal van 500.000 personen. Het ligt 16 kilometer van de hoofdstad Buenos Aires. Het maakt deel uit van partido Quilmes.

## Geschiedenis
De stam Quilmes was een autochtone stam die in de omgeving van Tucumán leefde. In de 17e eeuw werd de stam na een bloedig conflict met de Spanjaarden gedwongen zich te vestigen in de buurt van Buenos Aires, zodat de Spanjaarden de stam beter konden controleren. De 1.000 kilometer lange reis werd per voet gemaakt en veel Quilmes stierven door de erbarmelijke omstandigheden. In 1810 was de stad bijna verlaten en op de overblijfselen werd de stad Quilmes gesticht.

## Geografie
Quilmes bestaat uit een oostelijk en een westelijk gedeelte, welke gescheiden zijn door de Metropolitano-spoorweg. Oost-Quilmes heeft een aantal rijke wijken met grote shoppings. Meer naar het oosten liggen armere wijken en aan de oevers van de delta van de Rio de la Plata liggen sloppenwijken. Deze wijken hebben vaak te lijden onder overstromingen.

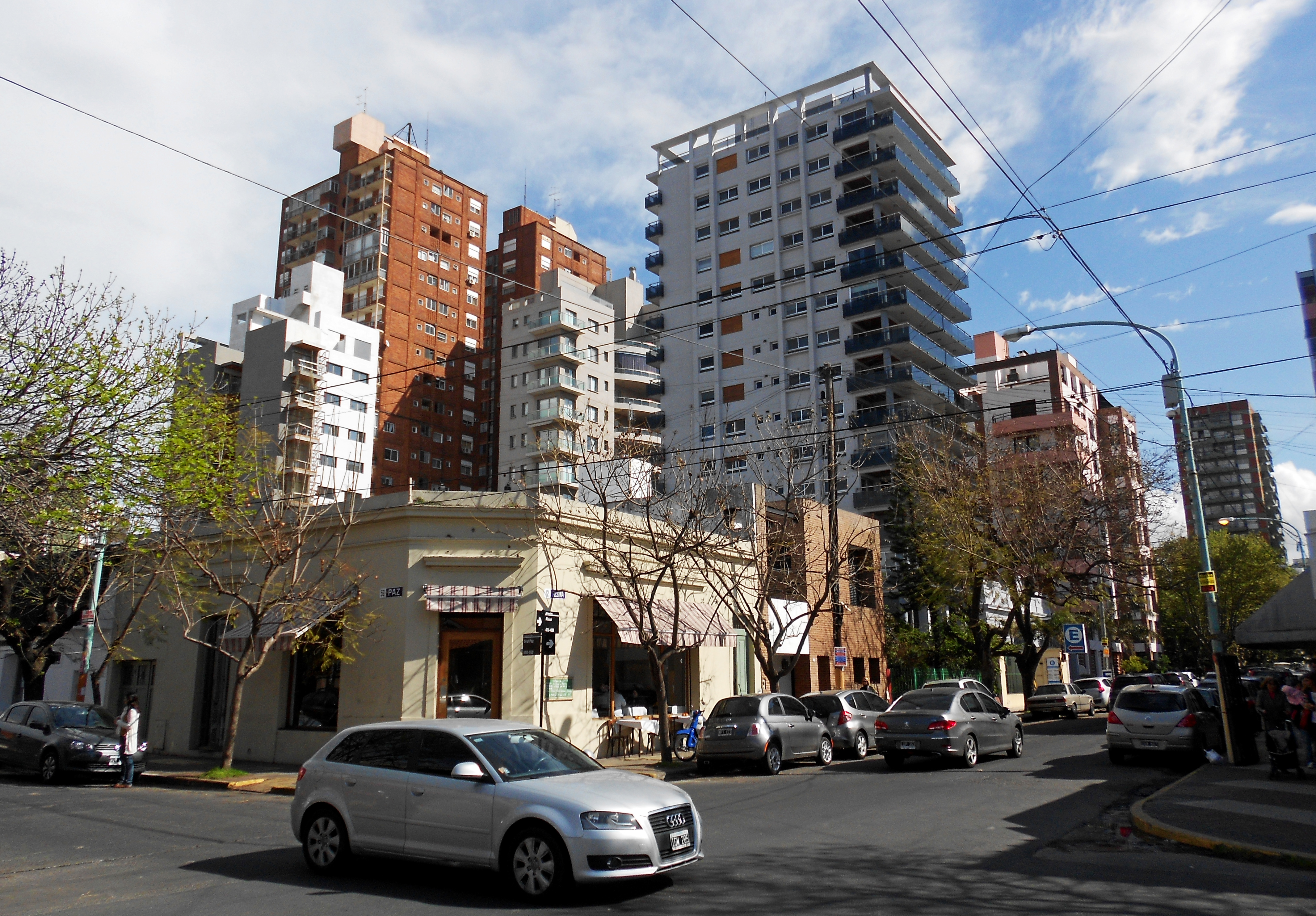
Kruising in het centrum van Quilmes

## Bier
De stad is bekend om zijn biermerk, het Cerveza Quilmes, aangezien het hier voor de eerste maal gebrouwen werd.

## Sport
Quilmes AC is de belangrijkste sportclub van Quilmes. De voetbaltak werd twee keer landskampioen van Argentinië.

## Religie
In 1976 werd de stad de zetel van het rooms-katholieke bisdom Quilmes.

## Geboren
- José Ramos Delgado (1935-2010), voetballer
- Marcos Conigliaro (1942), voetballer
- Horacio Elizondo (1963), voetbalscheidsrechter
- Diego Abal (1971), voetbalscheidsrechter
- Anabel Gambero (1972), hockeyster
- Javier Klimowicz (1977), voetballer
- Leonardo Querín (1982), handballer
- Gustavo Oberman (1985), voetballer
- Sergio Agüero (1988), voetballer
- Lucas Ocampos (1994), voetballer
- Alan Velasco (2002), voetballer